# ヴォルフガング (企業)
ヴォルフガング株式会社は、東京都港区に本社を置き、スマートフォンアプリの開発・運営を行う日本の企業。一部上場企業のスマートフォンアプリやシステムを製作している。大規模なソーシャルゲーム開発における人材育成に力を入れている。組織内に、アメリカ特殊部隊などが利用する、「ミッションリーダーシップ」方式を活用する。
2015年10月1日より、「Guardian project」を始動。経営幹部及び提携先を一新、またゲーム開発部門を強化している。「Guardian project」第一弾 『箱庭のピグマリオン』を2016年4月28日にリリースしている。

## 沿革
- 2012年9月 - ヴォルフガング株式会社を東京都港区赤坂4丁目7番6号に設立。
- 2013年3月 - iPhoneアプリスクール「アカデミア」開講。
- 2013年5月 - 本社を東京都港区赤坂5丁目4番12号に移転。
- 2013年8月 - エンタテインメント事業（結婚式の演出）開始。
- 2014年2月20日 - 日本証券業協会グリーンシート銘柄オーディナリー区分に指定。
- 2014年8月 - レベッカボンボンとキャラクターコラボレーション開始。
- 2015年2月 - Singapore Level Upと業務提携をし、海外市場リリース準備。
- 2015年3月 - グリーンシート市場の株式公開会社から株式未公開会社となる。
- 2015年3月 - 元公安の尾形明が取締役就任。
- 2015年3月 - 大手不動産会社の受託業務開始。
- 2015年8月 - 大手IT会社の受託業務開始。
- 2016年4月 - 大規模ソーシャルゲームのリリース準備。
- 2016年4月28日- ストラテジーゲーム『箱庭のピグマリオン』リリース。
- 2017年8月 - ロールプレイングゲーム受託開発開始。

## 制作事例
- Pocket Dragon[1]
- ゆかどん！[1]
- くふうカメラ[1]
- 箱庭のピグマリオン[1]